# Батша
Батша (баш. Батша — ‘царь, правитель’) — мифологизированный правитель; в мифологии имеет божественное происхождение, служит основой гармонии и порядка.
Батша также имеет значение «повелитель природных объектов, животных». Например, дух дождя называется баш. ямғыр батшаһы, досл. «царь дождя». «Ямғыр батшаһы ҡамсы шартлатып болоттарҙы икенсе яҡҡа ҡыуа, тиҙәр йәшен йәшнәгәндә» (БФ). — Когда гремит гром, говорят, что это царь дождя своим кнутом гонит тучи дальше.
В сказках батша — центр мироздания, с ним связаны представления о счастливой, безбедной жизни; он — олицетворение силы, здоровья; он священное, сакральное лицо; особое отношение к нему и его имени.